# Rosa Montero Gajo
Rosa Montero Gajo je višestruko nagrađivani novinar španskog lista El Pais i pisac savremene književnosti. Rođena je 3. januara 1951 godine u Madridu od oca toreadora i majke domaćice. U uzrastu između 5 i 9 godine života obolela je od tuberkuloze, što ju primoralo da više vremena provodi kod kuće. Vreme provedeno u kućnim uslovima iskoristila je za čitanje i pisanje. Upisala je srednju školu u Madridu, a sa 17 godina i fakultet filozofije i umetnosti. Sledeće godine upisala je novinarstvo i tokom studija učestvovala je u nezavisnim pozorišnim grupama.
Bila je udata za španskog novinara Pabla Liskana koji je preminuo u 58 godini života 3. maja 2009 godine posle teške bolesti. Nisu imali dece.

## Karijera
Kao ženi novinaru nije joj bilo lako da nađe posao, objavljivala je radove u brojnim časopisima. Kada je 1976 godine pokrenut list El Pais počela je piše isključivo za te novine. Tokom 1977. počela je da objavljuje intervjue u nedeljnom izdanju novina, a sledeć godine osvojila je Manuel del Arko nagradu za svoj rad, i prva žena koja ga je primila. Svoj prvi roman "Hronika nezadovoljstva" objavila je 1979 godine. Godine 1980 osvojila je nacionalnu novinarsku nagradu za njene objavljene članke i literalne radove. Iste godine imenovana je za glavnog urednika nedeljnog izdanja El Pais. Godine 1981 objavila je delo "Delta funkcija", tokom godine i zbirku objavljenih intervjua u El paisu pod nazivom "Pet godina" El Paisa. Njena novela "Tretiraću te kao kraljica" izlazi 1983 godine i doživljava veliki komercijalni uspeh.Godine 1987 dobila je svetsku nagradu intervjua, a 1993 godine objavljuje delo "Tremor". Objavljuje prvu dečiju priču 1991 godine "Gnezdo snova", a zati sledi 1993 "Lepa i tamna", 1994 "Goli život". Godine 1994 dodeljena joj je novinarska nagrada, a 1997 dobija nagradu za delo "Kanibalova kći". Po njenom mišljenju 2003 godine objavljue svoju najbolju knjigu "Luda kuća" koja osvaja nagradu za najbolju knjigu u Španiji za tu godinu. Istu nagradu dobija za knjigu "Priča o providnom kralju" u 2005 godini. Pored brojnih priznanja dobitnica je i nagrade Hose Luis Sampedro za izvanredan književni i humanistički ra, posvećeno pisanje o modernom svetu, zastupanju univerzalnih vrednostikoje doprinose zbližavanju i boljem razumevanju među ljudima. Njena dela su prevedena na preko deset jezika.
Njena najnovija knjiga je "Meso" 2016.